# ناحیه ایریشتاون، شهرستان کلینتون، ایلینوی
ناحیه ایریشتاون، شهرستان کلینتون، ایلینوی (به انگلیسی: Irishtown Township) یک منطقهٔ مسکونی در ایالات متحده آمریکا است که در شهرستان کلینتون، ایلینوی واقع شده‌است. ناحیه ایریشتاون ۱٬۱۶۷ نفر جمعیت دارد و ۱۴۴ متر بالاتر از سطح دریا واقع شده‌است.